# П-15 (РЛС)
П-15 «Тропа» (індекс ГРАУ — 1РЛ13, за класифікацією МО США та НАТО — Flat Face A) — мобільна двокоординатна станція радіолокації дециметрового діапазону хвиль.

## Призначення
РЛС П-15 призначена для своєчасного виявлення та супроводу повітряних об'єктів, у межах зони видимості, визначення державної належності та видачі їх координат (дальність, азимут) споживачам інформації про повітряну обстановку.

## Технічні характеристики
| Характеристики П-15             | Характеристики П-15 |
| ------------------------------- | ------------------- |
| Імпульсна потужність            | 300 кВт             |
| Максимальна дальність виявлення | 140 км              |

## Комплектація
Дальномір змонтований на 3-х причепах:
- Шасі ЗІЛ-157, ЗІС-151.
- причіп — електростанція.

## Модифікації
За весь час експлуатації було випущено такі модифікації:
- П-15М «Тропа-М» — прийнята на озброєння у 1959 році.[2]
- П-15Н — прийнята на озброєння у 1962 році.[2]
- П-15НМ — прийнята на озброєння у 1970 році.[2]
- П-15Р.

## Галерея

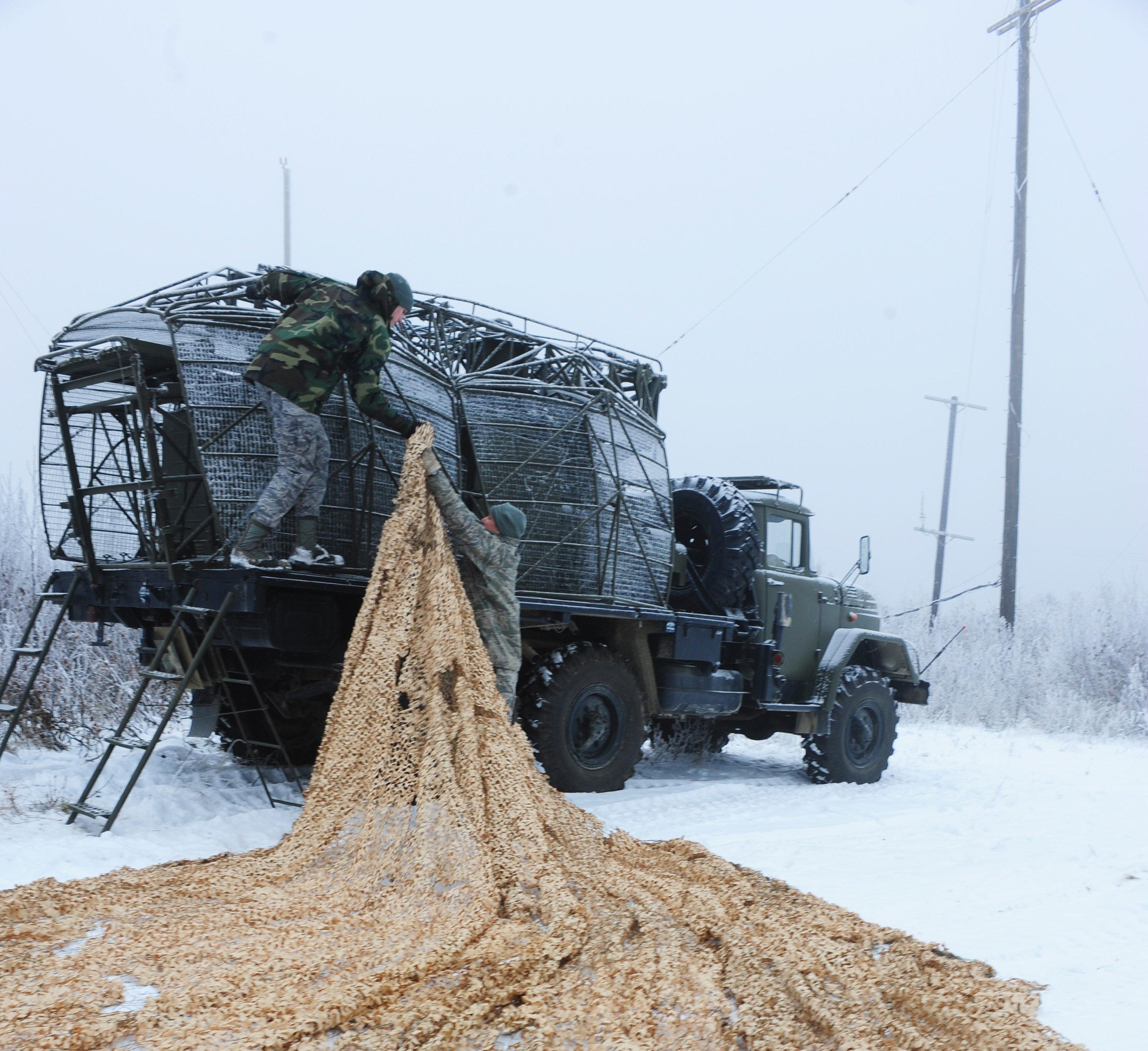
Похідний стан
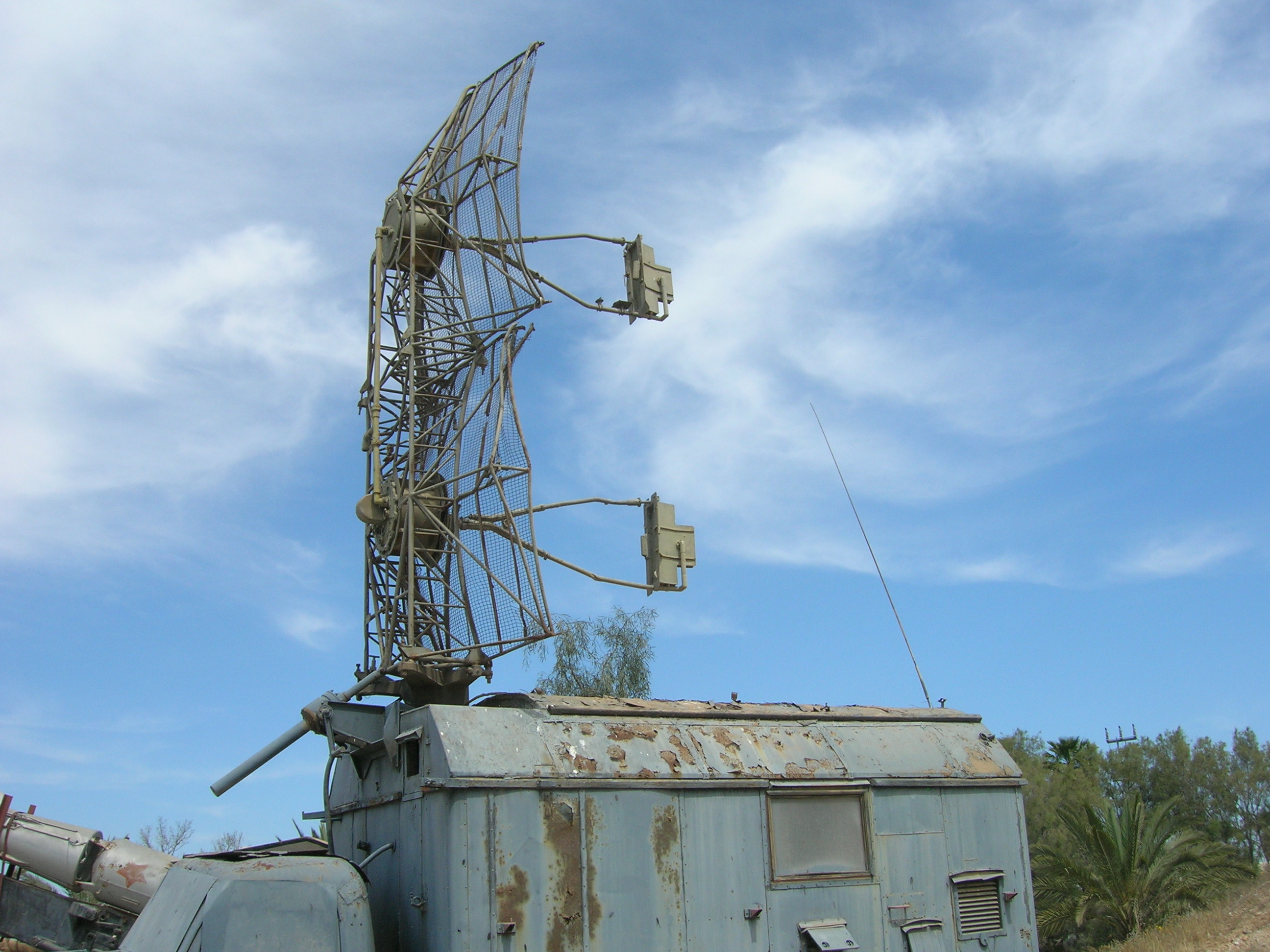
У музеї авіабази Хацерім, 2007 рік
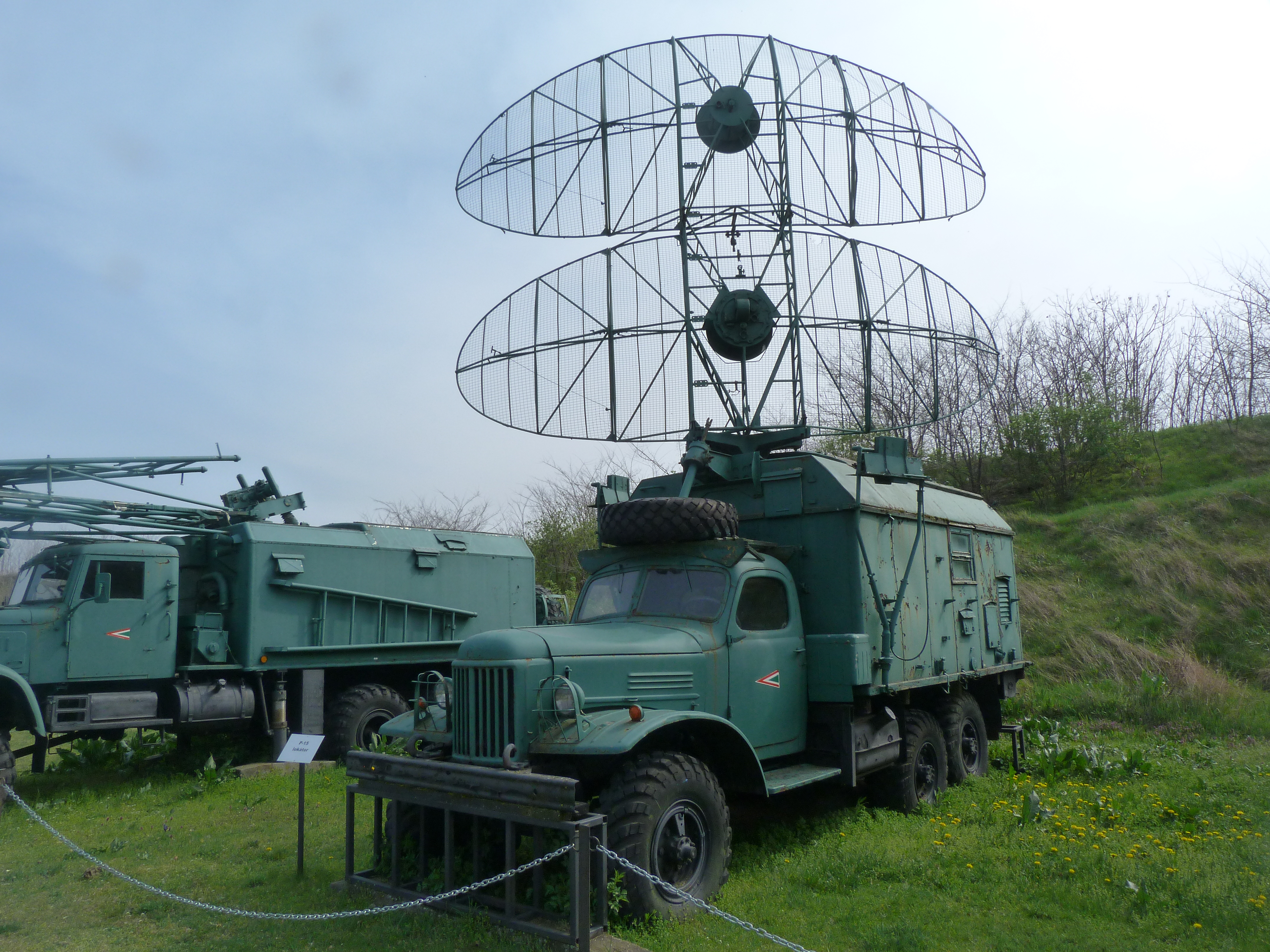
Похідний стан, вантажівка Угорської народної армії